# Hospitaliter vom Heiligen Geist

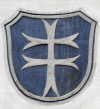
Wappen des Ordens am Kreuzherrenkloster Memmingen

Wappen des Mutterhauses in Rom

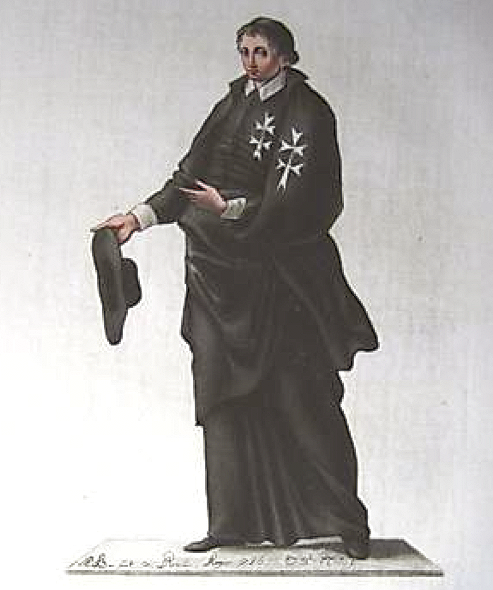
Habit der Spitalbrüder

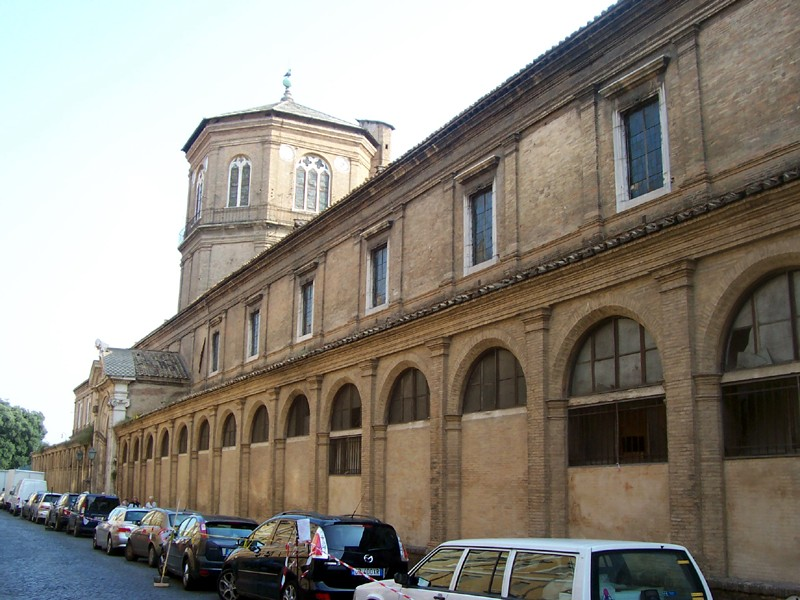
Hauptsitz in Rom: Ospedale Santo Spirito in Sassia

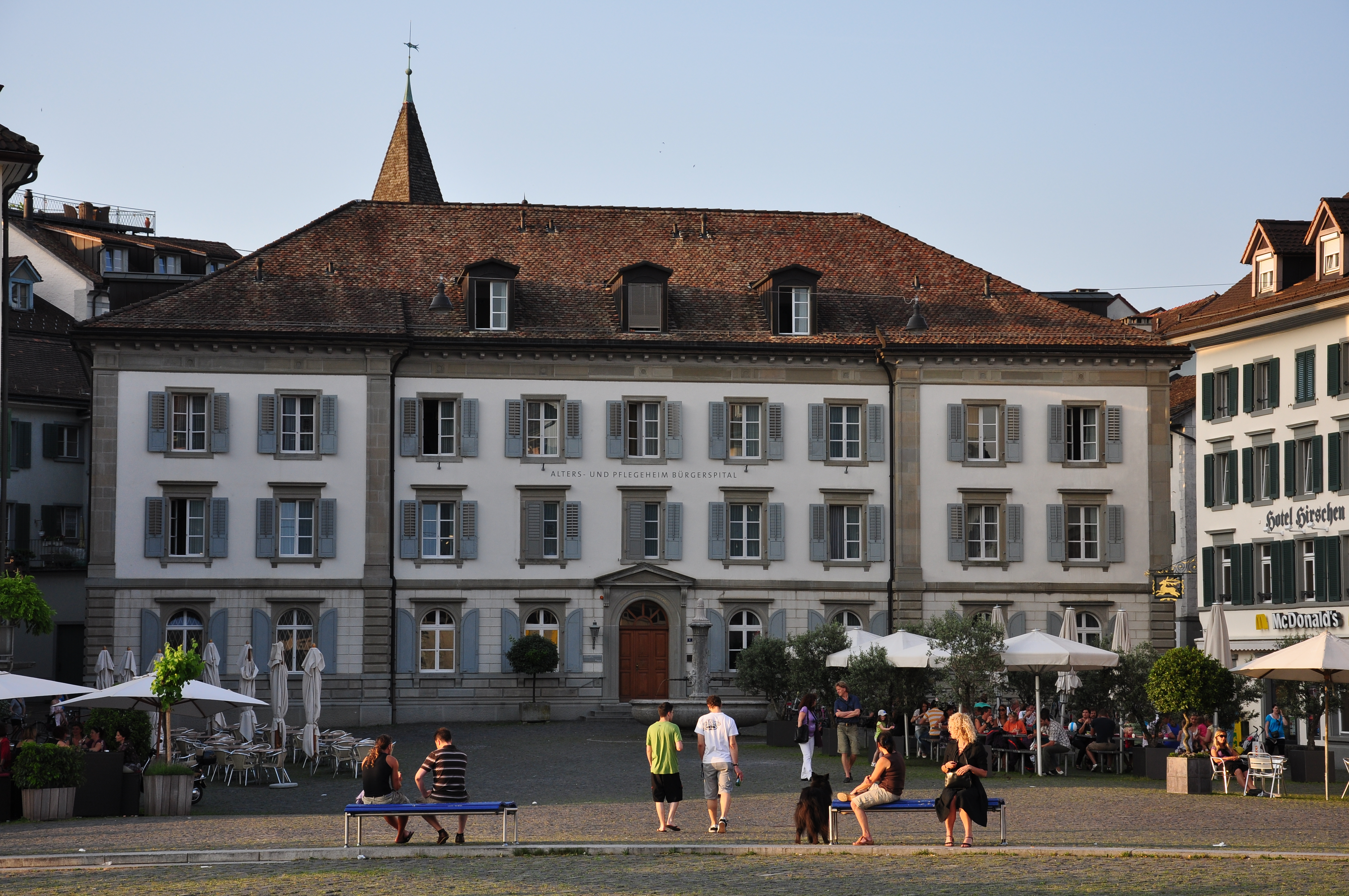
Das ehemalige Heiliggeist-Spital in Rapperswil, Schweiz

Die Hospitaliter vom Heiligen Geist, auch Brüder vom Orden des Heiligen Geistes, Hospitalorden zum Heiligen Geist und Chorherren vom Heiligen Geist genannt, folgten der Augustinusregel und waren als Regularkanoniker konstituiert. Von seinem Gründungsideal her war der Orden besonders der Armen-, Waisen- und Krankenpflege verpflichtet, die Hospitaliter beherbergten in ihren Spitälern aber auch Pilger und versorgten Pfründner. Gründer des Ordens Hospitaliter vom Heiligen Geist ist Guy oder Guido de Montpellier (Montpellier 1160 – Rom 24. Mai 1208). Wesentlich für die weitere Gründungs- und Institutionalisierungsgeschichte des Ordens ist Papst Innozenz III.
Aufgrund des Kreuzes mit zwei Querbalken (auch Patriarchenkreuz genannt), welches die Ordensmitglieder auf ihren schwarzen Habiten trugen, wurden sie mitunter als Kreuzherren bezeichnet. Nur ein kleiner Teil der im Mittelalter entstandenen zahlreichen Heilig-Geist-Spitäler ist dem Orden zuzuschreiben.

## Geschichte

### Gründung
Der Anfang des Ordens geht auf ein Heilig-Geist-Spital zurück, das um 1170/1175 von Guido von Montpellier in Montpellier in Südfrankreich gegründet wurde. Die Spitalbruderschaft, die sich der Kranken- und Armenfürsorge verschrieben hatte, erhielt 1198 die päpstliche Bestätigung von Papst Innozenz III. und wurde damit als Orden anerkannt. Mit einer Urkunde  vom 10. Dez. 1201, die nur in einer Bestätigung durch Bonifaz VIII. überliefert ist, schenkte Innozenz III. Guido von Montpellier und dessen Brüdern die Kirche Santa Maria in Sassia im Rom, später Santo Spirito in Sassia genannt zum Zwecke der Ausübung des Spitaldienstes an Bedürftigen und Kranken. Er stattete diese Stiftung mit Besitz, Einkünften und Personen aus. Dazu gehörte auch das neben der Kirche liegende Pilgerhospiz der Angelsachsen. Mit der Privilegien-Urkunde Cum inter opera pietatis vom 18. Juni 1204 stellte er Guido von Montpellier, der bisher einen Verbund von acht Spitälern in Montpellier und Umgebung und zwei Häuser in Rom leitete, als einzigen magister an die Spitze beider Häuser. Mit dieser Vereinigung wurde der Orden neu gegründet. Spätestens 1204 wurde die Gemeinschaft unter die Augustinusregel gestellt und als Regularkanoniker konstituiert. Guido leitete die Spitäler in Montpellier und Rom bis zu seinem Tod 1208. Der Orden erhielt eigene Statuten, Elemente der ritterlichen Hospitalorden wurden darin aufgenommen. Die Ordensbrüder verpflichteten sich durch ein Sondergelübde zum Hospitaldienst und wurden als Hospitalbrüder oder Hospitaliter vom Orden des heiligen Geistes bezeichnet. Die meisten Spitäler zum Heiligen Geist wurden im 13. Jahrhundert in der Folge von Stadtgründungen eingerichtet.

### Weitere Entwicklung
Nach dem Tode des Ordensgründers Guido von Montpellier im Jahre 1208 wurde das Spital (Ospedale) Santo Spirito in Sassia in Rom das Haupthaus des Ordens. Dort hatte der Leiter des Gesamtordens, der Generalpräzeptor seinen Sitz. Die Hospitaliter breiteten sich besonders in Frankreich und Italien aus. Die deutschen Niederlassungen in Markgröningen, Memmingen, Neumarkt in der Oberpfalz und Pforzheim bildeten mit den Klöstern Rufach und Stephansfeld im Elsass die Ordensprovinz Alemania Superior. Das Münchner Heilig-Geist-Spital gehörte nur zeitweise zum Orden (2. Hälfte des 13. Jahrhunderts bis 1330).
Im 15. Jahrhundert unterstanden dem römischen Haupthaus ca. 750 Klöster im Heiligen Römischen Reich, in Frankreich und in Italien. Im Spätmittelalter wurde der Spitaldienst, und damit das ursprüngliche Ordensideal, weitgehend aufgegeben. Der Orden
verfiel der Verpfründung und wurde vielerorts zu einer bloßen Versorgungsanstalt mit sicheren Einkünften. Eine Erneuerung des Ordens gemäß der Gründungsintention gelang bis zur Aufhebung im 19. Jahrhundert nicht mehr.

### Auflösung
Durch die Folgen der Reformation, die Französische Revolution und die Säkularisation nach 1803 gingen viele Klöster und Spitäler verloren. Etliche Spitäler wurden unter städtischer Regie weiterbetrieben. So existieren in Deutschland noch heute einige Heilig-Geist-Spitäler als Stiftungen. Papst Pius IX. hob den Orden 1847 endgültig auf.

### Neugründung
1986 wurde im Bistum Danzig in Polen die Gesellschaft des Heiligen Geistes als Institut des geweihten Lebens diözesanen Rechts gegründet. Der Erzbischof von Danzig Tadeusz Gocłowski bestätigte an Pfingsten 2003 die öffentliche kanonische Errichtung der klerikalen Gesellschaft des Heiligen Geistes. Diese neue Ordensgemeinschaft bezieht sich ausdrücklich auf das Charisma und die Spiritualität des Guido von Montpellier und sieht sich in der geistlichen Nachfolge der Hospitaliter vom Heiligen Geist. Das Ordensgewand ist eine schwarze Soutane mit Zingulum, dazu wird an der linken Brustseite ein angestecktes silberfarbenes Doppelkreuz getragen, das in der Form das Ordenskreuz des historischen Hospitaliterordens aufgreift. Beim schwarzen Ordensmantel wird das Ordenskreuz auf der linken Seite getragen.

## Weiblicher Zweig
Ein weiblicher Zweig, Kanonissen vom Heiligen Geist und Hospitaliterinnen vom Heiligen Geist genannt, entstand aus den zu den Hospitalgemeinschaften gehörenden Schwesternschaften. Die Aufhebung des männlichen Zweigs führte im 19. Jahrhundert zu einer Neuordnung der weiblichen Kommunitäten, die heute in verschiedenen Kongregationen als Schwestern vom Heiligen Geist (Frankreich und Spanien) und Kanonissen vom Heiligen Geist (Polen, Mutterhaus in Krakau) organisiert sind.